# Cheick Diabaté (Fußballspieler)
Cheick Tidiane Diabaté (* 25. April 1988 in Bamako) ist ein malischer ehemaliger Fußballspieler.

## Karriere

### Verein
Bis zum Winter 2006 spielte der Rechtsfuß in Mali bei Centre Salif Keita. Zur Saison 2007/08 wechselte er nach Frankreich zum bis dahin fünfmaligen Meister Girondins Bordeaux. Dort kam er aber in der Profimannschaft nicht zum Zug, Diabaté absolvierte alle seine 35 Spiele (18 Tore) im Trikot des Vereins mit der Amateurmannschaft in Spielen um die französische Amateurmeisterschaft. Zur neuen Saison 2008/09 wurde er für ein Jahr an den Zweitligisten AC Ajaccio ausgeliehen. Im Saisonverlauf erzielte er in 30 Spielen 14 Tore. Nach dem Ende der Spielzeit kehrte Diabaté 2009 offiziell wieder zu Girondins zurück, wurde aber gleich wieder verliehen, diesmal an den Erstligisten AS Nancy, wo er die Rückennummer 26 erhielt. Für den Verein absolvierte er in der neuen Saison aber lediglich zwei Kurzeinsätze. Nach Ablauf der Leihfrist kehrte er im Sommer 2010 wieder zu Girondins zurück.
In der Sommertransferperiode 2016 wurde er vom türkischen Erstligisten Osmanlıspor FK verpflichtet. 2017 wurde er an den FC Metz und 2018 an Benevento Calcio für jeweils ein halbes Jahr verliehen.

### Nationalmannschaft
2008 bestritt er erstmals ein Spiel im Trikot der malischen Nationalmannschaft.
Beim Afrika-Cup 2012 wurde Diabaté mit seiner Mannschaft Dritter und erzielte im kleinen Finale beide Treffer zum 2:0-Erfolg über Ghana.